# Parafia św. Apostołów Piotra i Pawła w Kraśniczynie
Parafia Świętych Apostołów Piotra i Pawła w Kraśniczynie – parafia rzymskokatolicka w Kraśniczynie, należąca do archidiecezji lubelskiej i Dekanatu Krasnystaw – Wschód. Została erygowana w 1972 roku. Mieści się w sąsiedniej Starej Wsi. Parafię prowadzą księża archidiecezjalni.

## Zasięg parafii
Do parafii należą wierni z następujących miejscowości: Brzeziny, Chełmiec, Drewniki, Kraśniczyn, Stara Wieś, Wojciechów, Wolica, Wólka Kraśniczyńska, Zastawie, Żułów.